# Vergabestatistikverordnung
Die Vergabestatistikverordnung (VergStatVO) ist eine Verordnung, die die Pflicht der Auftraggeber zur Datenübermittlung an das  Bundesministerium für Wirtschaft und Energie regelt. Eingeführt wurde sie durch Art. 4 VergRModVO im Rahmen der Vergaberechtsreform 2016. Die Verordnung basiert auf Art. 85 der Richtlinie 2014/24/EU.